# Vladimir Harkonnen
Il barone Vladimir Harkonnen è un personaggio immaginario e il principale antagonista del romanzo di fantascienza Dune di Frank Herbert.

## Biografia del personaggio
Il Barone Vladimir Harkonnen, il cui titolo completo è quello di Barone Siridar (governatore planetario), è il primogenito di Dmitri Harkonnen e fratello di Abulurd Harkonnen. Quest'ultimo si rifugerà sul pianeta Lankiveil alla morte del padre. A differenza del padre e del fratello, sostanzialmente pacifici e desiderosi di riallacciare i rapporti con gli Atreides, Vladimir possiede i tratti tipici degli Harkonnen: crudeltà, ferocia e perversione. Prestante ed avvenente in gioventù, Vladimir matura minato da diverse patologie croniche, somministrate per vendetta dalla Reverenda Madre Gaius Helen Mohiam, come un'obesità progressivamente invalidante. Per sopperire ai suoi duecento chili, il Barone è costretto ad indossare dei sospensori di Holtzmann.
Senza esserne a conoscenza, il barone ha comunque una figlia da una Bene Gesserit: la Reverenda Madre Gaius Helen Mohiam lo ha infatti indotto con un ricatto ad accoppiarsi con lei per ben due volte (durante la seconda delle quali il Barone crede di averla violentata). Da lui nasce Lady Jessica, destinata dalla Sorellanza a diventare la concubina del duca Leto Atreides. Essendo il barone omosessuale e senza figli, egli decide di porre come suoi successori i figli di suo fratello, Glossu Rabban e Feyd-Rautha. In seguito, preferirà sempre più il secondo al primo, essendo Glossu del tutto inadatto a reggere le sorti di una delle più potenti casate dell'Impero.
Insieme all'imperatore Shaddam IV, il Barone Harkonnen complotta per sterminare la Casa Atreides con l'inganno: con l'aiuto del dottor Wellington Yueh, a cui aveva ucciso la moglie, egli conquista il palazzo Atreides su Arrakis e riesce ad uccidere il duca, ma si fa sfuggire Lady Jessica e soprattutto il figlio Paul. Alla fine del libro, il barone Harkonnen muore per mano di Alia Atreides, sorella di Paul, quando quest'ultimo conquista la città di Arrakeen a conclusione della rivolta dei Fremen, nel 10.193 D.G.
Ricompare però nel terzo romanzo della serie, I figli di Dune, come uno dei tanti antenati di sua nipote Alia, ormai più che adulta; ella è infatti una prenata, ossia un essere che sviluppa le facoltà degli adulti fin dal grembo materno, dato che sua madre Lady Jessica si è sottoposta all'agonia della Spezia, ossia l'assunzione di essenza di spezia, durante il periodo di permanenza con i Fremen insieme al figlio Paul. L'intensità dell'esperienza causa nella candidata il risveglio delle memorie ancestrali delle sue antenate femmine, che da quel momento diventano disponibili a livello cosciente aggiungendosi alle profonde doti intellettive di una Reverenda Madre.
Il problema è che Jessica era incinta da alcune settimane di Alia, la figlia del duca Leto, quando lei si è sottoposta all'agonia della spezia, con la conseguenza che anche Alia è dunque rimasta colpita. I "prenati" nascono già con facoltà mentali adulte, ma non con la forza di trattenere le personalità degli antenati, e pertanto finiscono per essere sopraffatti e "posseduti" da un antenato piuttosto forte e malvagio, creando così un "abominio". Così accade anche per Alia, che alla fine della parte iniziale del terzo libro si lascia possedere dal barone Harkonnen, che la circuisce a tentare di uccidere la madre Jessica e i nipoti Leto e Ghanima. Verso la fine del libro, i nipoti la mettono però alle strette e Alia riprende improvvisamente le redini della propria mente, buttandosi giù dal balcone del suo palazzo e morendo così nella caduta insieme al nonno.
Cinquemila anni dopo, ne I vermi della sabbia di Dune, il Barone Harkonnen viene riportato in vita come ghola dai Nuovi Volti Danzanti, i quali impiegano anche Paolo, un clone del ghola di Paul Atreides. Appena vede il ghola di Alia, il Barone la uccide subito, vendicando la propria morte per sua mano. In seguito, dopo il duello tra Paul e Paolo, il dottor Yueh si vendica uccidendo il Barone Harkonnen, che aveva orchestrato la tortura e la morte della moglie Wanna Yueh nelle loro incarnazioni originali.

## Concezione e sviluppo
Frank Herbert, creatore della saga di Dune, voleva un nome dal suono duro ed aspro per la famiglia antagonista opposta alla casata degli Atreides. Trovò il cognome "Härkönen" in un elenco telefonico in California e pensò che sembrasse un cognome "sovietico", sebbene in realtà sia un cognome finlandese. Nelle stesure preliminari del romanzo Dune, il personaggio viene chiamato "Valdemar Hoskanner".

## Accoglienza
William Hughes definì il Barone "uno dei cattivi più iconici di tutta la fantascienza", e Stuart Conover del sito web ScienceFiction.com lo descrisse "uno dei cattivi più insidiosi". Maude Campbell di Popular Mechanics scrisse che il Barone è "uno dei personaggi più malvagi mai messi su carta (incluso Dart Fener)", e Jon Michaud di The New Yorker paragonò "il cattivo intrigante e traditore creato da Herbert, il barone Vladimir Harkonnen, alla malvagia famiglia Lannister della serie Cronache del ghiaccio e del fuoco di George R.R. Martin". Emmet Asher-Perrin suggerì che "ciò che rende veramente mostruoso il Barone [è] il fatto che egli passi tutto il suo tempo a pianificare omicidi, seminando discordia e sterminando popolazioni per i suoi scopi". Hughes scrisse che il malvagio Harkonnen è "specificatamente designato in comparazione a rendere la nobile casta degli Atreides ancora più dignitosa e pura", con Jesse Schedeen di IGN concorde sul fatto che il Barone è "tanto crudele e vendicativo quanto Leto è nobile e giusto." Sandy Schaefer di Screen Rant definì il Barone Harkonnen "un antagonista deliziosamente spregevole".
Mentre il romanzo suggerisce che l'obesità del Barone possa essere il risultato di una malattia genetica, la trilogia Il preludio a Dune di Brian Herbert e Kevin J. Anderson spiega che Vladimir Harkonnen una volta era un uomo in forma, attraente ma vanitoso, a cui è stata data intenzionalmente la malattia incurabile di un'obesità progressivamente invalidante dalla Reverenda Madre Mohiam delle Bene Gesserit, dopo che lui l'aveva drogata e violentata.

## Altri media

### Film del 1984
Nel film Dune di David Lynch del 1984, il Barone Harkonnen è interpretato da Kenneth McMillan. In questa versione il sadico, obeso barone è apertamente omosessuale ed instabile mentalmente ed è coperto di pustole trasudanti e purolente. William Hughes di The A.V. Club definì "memorabile" il trucco facciale di McMillan, ed affascinante l'idea originale di renderlo soggetto a disgustose malattie dermatologiche. Emmet Asher-Perrin di Tor.com scrisse che "la rappresentazione di Lynch del personaggio è famigerata per essersi davvero appoggiato agli aspetti codificati del Barone, al punto che il suo aspetto dolorante è stato definito una probabile connessione con l'epidemia dell'AIDS, che era una crisi sanitaria prevalente mentre il film era in produzione." Travis Johnson di Flicks.com.au notò che il film di Lynch abbraccia "lo stereotipo del sadico gay depravato", che non sarebbe accettabile nel 2019. Asher-Perrin aggiunse: "Inoltre Lynch si impegna anche a collegare il desiderio sessuale del barone per gli uomini alla devianza e alla violenza, giustapponendo deliberatamente il suo assalto violento a un giovane con una tenera scena d'amore tra il duca Leto e Lady Jessica Atreides."

### Miniserie del 2000 e 2003
Ian McNeice interpreta il Barone nella miniserie televisiva Dune - Il destino dell'universo del 2000, e nel suo sequel I figli di Dune del 2003. Asher-Perrin fece notare che le miniserie smussavano gli aspetti negativi del personaggio enfatizzati da Lynch nel film del 1984, e scrisse: "L'aspetto [del barone] non è alterato per farlo sembrare malato, egli non aggredisce fisicamente nessuno, e le miniserie puntano maggiormente sul fatto che il barone sia uno stupratore, con una preferenza per gli uomini solo casuale." Asher-Perrin elogia anche McNeice come uno dei personaggi di spicco del cast, scrivendo che "riesce a rendere il barone Harkonnen - facilmente uno dei personaggi più spregevoli di tutta la letteratura di fantascienza - tanto connivente e feroce quanto deve essere ... ma anche un po' affascinante. McNeice ha un superbo senso di come rendere ipnotico il barone da guardare, non importa quanto odiosamente egli si comporti".

### Film del 2021 e 2024
Il Barone Harkonnen è interpretato da Stellan Skarsgård nel film Dune del 2021 e nel suo seguito Dune - Parte due del 2024. Skarsgård definì il ruolo "minore ma importante", e riferì di essersi sottoposto a sedute quotidiane di trucco della durata di sette ore per sembrare "veramente grasso". In questa versione il personaggio è completamente calvo. A proposito della sua scelta di scritturare Skarsgård per la parte, Villeneuve disse: